# Tanius

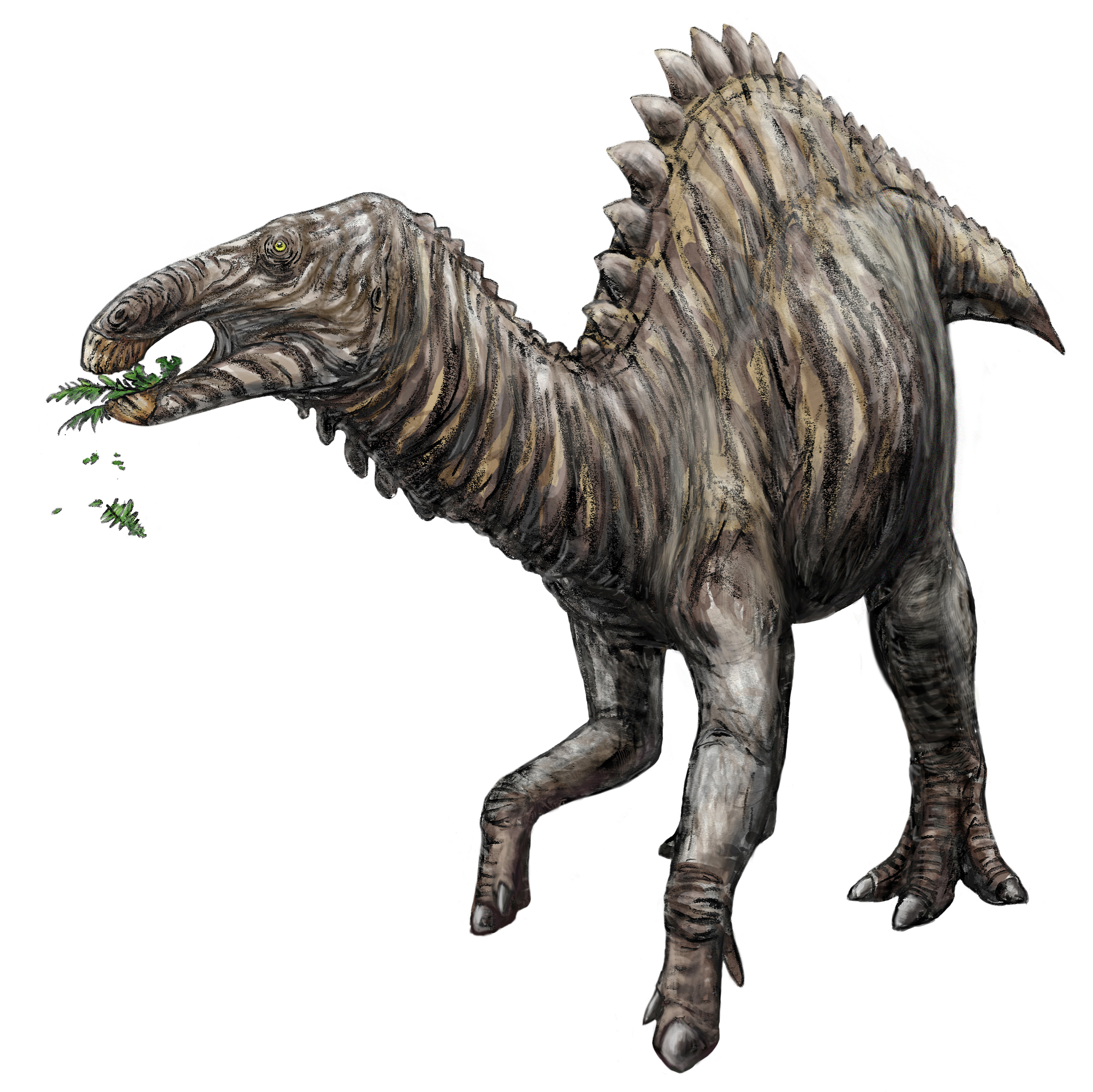
Tanius

Tanius is een geslacht van plantenetende ornithischische dinosauriërs, behorend tot de groep van de Euornithopoda, dat tijdens het late Krijt voorkwam in het gebied van het huidige China.

## Vondst en naamgeving
In 1922 begonnen de Oostenrijkse paleontoloog Otto Zdansky en zijn Chinese collega Tan Xichou opgravingen te verrichten in het oosten van Shandong nabij het dorpje Chang Chün Ting of Ch'ing-kang-kou (tegenwoordig gespeld als Jiangjundingcun), tien kilometer ten zuidoosten van Lai Yang. Op 20 april 1923 vond Tan het skelet van een dinosauriër en borg dat gedeeltelijk waarna Zdansky in oktober van hetzelfde jaar de opgraving voltooide. Hoewel oorspronkelijk vrijwel compleet, raakte het door de slechte kwaliteit van het botmateriaal erg beschadigd. Tan wist voornamelijk de halswervels te bergen. Nog steeds vergen de botten speciale zorg om ze te conserveren.
In 1929 benoemde en beschreef de Zweed Carl Wiman de typesoort Tanius sinensis. De geslachtsnaam eert Tan. De soortaanduiding verwijst naar de herkomst uit China.
Het holotype, PMU R.240, is gevonden in de Wangshiformatie die vermoedelijk dateert uit het late Campanien en minstens tweeënzeventig miljoen jaar oud is. Het bestaat uit de achterkant van de schedel, inclusief het linkerjukbeen. Daarnaast zijn andere fragmenten van het skelet bewaardgebleven, waaronder negen halswervels, vier nekribben, een ruggenwervel, een middelste staartwervel, een chevron, een rechterschouderblad, een rechterborstbeen, het linkeropperarmbeen, een spaakbeen, de rechterellepijp, beide darmbeenderen, het rechterdijbeen, het rechterscheenbeen, het rechterkuitbeen, het tweede rechtermiddenvoetsnee, het derde linkermiddenvoetsbeen en een voetklauw. Later zouden nog vele tientallen botten uit het gebied aan Tanius worden toegewezen. Desalniettemin is de kennis over de bouw beperkt. In 1929 wees Wiman de rib PMU 22481 het rechteropperarmbeen PMU 24721, het spaakbeen PMU 22483 en het middenvoetsbeen PMU 22482 toe, die verzameld waren bij het dorp Tianqiaocun. In 2021 werd geconcludeerd dat deze vondsten, hoewel van euornithopoden, geen speciale kenmerken delen met het typemateriaal. Het eveneens door Wiman toegewezen vermeende rechterzitbeen PMU 22485 bleek later het linkerschaambeen van een theropode te zijn. Hetzelfde geldt voor het rechterschaambeen PMU 22484; samen vertegenwoordigen ze een nog onbenoemd lid van de Tyrannosauroidea.
In 1939 benoemde Anatoli Nikolajewitsj Riabinin een Tanius prynadai. Tegenwoordig wordt deze soort echter ondergebracht bij Bactrosaurus.
In 1950 vonden L-H. Wang en K-Y. Kwan opnieuw botten. In 1951 werd daarom een grotere expeditie opgezet. In 1958 benoemde Yang Zhongjian een Tanius chingkankouensis, gebaseerd op holotype IVPP V 724, een reeks van tien halswervels wellicht ook een ruggenwervel omvattend. Een schouderblad en bekkenhelft werden ook toegewezen. In 1976 benoemde Zhen Shuonan een Tanius laiyangensis gebaseerd op een heiligbeen van negen wervels verbonden met een darmbeen. Beide soorten worden tegenwoordig meestal gezien als jongere synoniemen van Tsintaosaurus spinorhinus Young 1958. Een studie uit 2017 concludeerde echter dat Tanius chingkankouensis geldig was, hoewel er een darmbeen foutief aan was toegewezen, en Tanius laiyangensis zou een nomen dubium zijn.
In 2021 werd het postcraniaal skelet in detail beschreven. Volgens deze studie zijn zowel Tanius chingkankouensis als Tanius laiyangensis nomina dubia.

## Beschrijving
Tanius is een tweevoetige planteneter met een geschatte lengte van zeven meter en een gewicht van twee ton. Het dijbeen van het holotype was ongeveer een meter lang. In 2021 werd het gewicht geschat tussen de 2091 en 3533 kilogram.
Ondanks het fragmentarische karakter van de resten zijn toch enkele onderscheidende kenmerken vastgesteld. De kop is tamelijk plat en langgerekt met lange bovenste slaapvensters en een nauw jukbeen. De doornuitsteeksels op de wervels zijn hoog. Het opperarmbeen, dat iets korter is dan de onderarm, heeft een robuuste en hoekige deltopectorale kam.
In 2021 werd een diagnose gegeven van de postcrania. Er waren verschillende autapomorfieën, unieke afgeleide kenmerken. De doornuitsteeksels van de ruggenwervels zijn hoog, 3,2 maal hoger dan het wervellichaam. Er bevindt zich slechts een kleine achterste richel op het achterblad van het darmbeen. De onderste gewrichtsknobbels van het dijbeen vormen een tunnel voor de pees van de buigende spier. Het bovenvlak van het derde middenvoetsbeen heeft het profiel van een halve maan.
Daarnaast is er een unieke combinatie van op zich niet unieke kenmerken. Bij het schouderblad is de processus acromialis aan het uiteinde teruggebogen en naar voren en boven gericht. De maximale verticale hoogte van de voorrand van het schouderblad bedraagt anderhalfmaal de breedte van het bovenste uiteinde. De bovenrand van het schouderblad is sterk omgebogen. De deltopectorale kam beslaat minder dan de helft van de totale lengte van het opperarmbeen. Het kuitbeen eindigt onderaan in een knuppelvormige verbreding. Het middendeel van het blad van het darmbeen heeft een hoogte die 91% van de lengte bedraagt. Het derde middenvoetsbeen is 4,5 maal langer dan de breedte van het midden van de schacht.

## Fylogenie
Wiman plaatste Tanius in de Hadrosauridae. Sommige recente analyses geven de soort daarin een basale positie; andere hebben als uitkomst dat hij zich nog basaler in de ruimere Hadrosauroidea bevindt.